# Волковский проспект
Во́лковский проспект — проспект во Фрунзенском районе Санкт-Петербурга. Меридиональная магистраль в исторических районах Волково и Волково поле. Проходит от Мгинской улицы до улицы Салова. Севернее Мгинской улицы переходит в набережную реки Волковки. Фактически состоит из двух отдельных участков, прерываемых Бухарестской улицей.

## История
Проспект получил название в 1896 году по Волковой деревне.
Участок между улицей Салова и Южным шоссе был упразднён в 1960-х годах при застройке северной части Купчина.
Участок между Касимовской и Прогонной улицами был утрачен в 1970-х годах при строительстве железнодорожного путепровода над Бухарестской улицей.

## Пересечения
С севера на юг (по увеличению нумерации домов) Волковский проспект пересекают следующие улицы:
- Первый участок
  - Мгинская улица — примыкание с переходом Волковского проспекта в набережную реки Волковки;
  - улица Салова — примыкание;
  - Средняя улица — примыкание;
  - Касимовская улица — примыкание;
  - Касимовская и Бухарестская улицы — примыкание Волковского проспекта к их стыку;
- Второй участок:
  - Бухарестская и Прогонная улицы — примыкание;
  - Стрельбищенская улица — примыкание;
  - Козловский переулок — примыкание;
  - улица Салова — Волковский проспект примыкает к ней.

## Транспорт
Ближайшие к Волковскому проспекту станции метро — «Волковская» (около 150 м по прямой от стыка Касимовской и Бухарестской улиц) и «Бухарестская» (около 700 м по прямой от примыкания Козловского переулка) 5-й (Фрунзенско-Приморской) линии.
По начальному участку Волковского проспекта проходят автобусные маршруты № 36, 74, 91 и 117; троллейбусный маршрут № 42.
На расстоянии около 350 м от примыкания Касимовской улицы к Волковскому проспекту находится грузовая железнодорожная станция Волковская.

## Общественно значимые объекты
- Волковское кладбище (между Мгинской и Касимовской улицами, за рекой Волковкой);
- Профессиональный лицей связи № 87 — дом 4;  7840019000
- детский сад № 8 — дом 20, литера А;
- дисконт-центр «Радиус» — дом 32;
- медицинский колледж (у примыкания Стрельбищенской улицы) — дом 106;
- подстанция скорой помощи № 17 — дом 108;
- центр госсанэпидемнадзора[уточнить] — дом 77;
- магометанское кладбище[уточнить] (напротив примыкания Козловского переулка)[уточнить];
- Ново-Волковское кладбище (между домом 146 и улицей Салова)[уточнить] — улица Салова, дом 80;
- детский сад № 70 — дом 134;
- торгово-развлекательный центр «Рио» (напротив примыкания к улице Салова) — улица Фучика, дом 2.

## Перспективы развития
Существует возможность соединения Волковского проспекта с Будапештской улицей.